# Raoellidae
Raoellidae є вимерлою родиною напівводних парнопалих у кладі Whippomorpha. Скам'янілості Raoellidae знайдені в еоценових шарах Південної та Південно-Східної Азії. Надзвичайно повний скелет Indohyus з Кашміру свідчить про те, що Raoellidae є «відсутньою ланкою» сестринської групи китів (Cetacea). Остеосклеротичні кістки вказують на те, що єнотоподібний індохіус зазвичай жив у водному середовищі. Однак досі неясно, чи харчувався Індохю переважно на суші чи у воді. Є гіпотеза, що китоподібні еволюціонували від предків, схожих на Indohyus, і пізніше повністю адаптувалися до водного життя.